# Мохд Мохаммед Хан
Мохаммед Мохаммед Хан (1 травня 1911, Афганістан — пом.?) — афганський легкоатлет, що представляв Афганістан на літніх Олімпійських іграх 1936.
Брав участь у двох видах легкоатлетичної програми:
| Подія | Забіг     | Забіг | Чвертьфінал | Чвертьфінал | Півфінал   | Півфінал   | Фінал      | Фінал      |
| Подія | Результат | Місце | Результат   | Місце       | Результат  | Місце      | Результат  | Місце      |
| ----- | --------- | ----- | ----------- | ----------- | ---------- | ---------- | ---------- | ---------- |
| 100 м | НД        | 6     | Не пройшов  | Не пройшов  | Не пройшов | Не пройшов | Не пройшов | Не пройшов |

| Подія             | Кваліфікація | Кваліфікація | Фінал      | Фінал      |
| Подія             | Результат    | Місце        | Результат  | Місце      |
| ----------------- | ------------ | ------------ | ---------- | ---------- |
| Стрибки в довжину | НД           | —            | Не пройшов | Не пройшов |

- не кваліфікувався до фінальної частини, не зумів показати потрібний для кваліфікації результат — 7.15 м